# Beast Games
Beast Games (Ігри Біста) — змагальницьке реаліті-шоу 2024 року, створене Джиммі Дональдсоном «MrBeast», Тайлером Конкліном, Шоном Клітцнером та Маком Гопкінсом. Ведучим шоу є сам Дональдсон. У Beast Games бере участь 1000 гравців, що є найбільшим складом учасників для реаліті-шоу. Вони змагаються за приз у розмірі 5 мільйонів доларів, острів та менші призи, що рекламується як один з найбільших окремих призів в історії реаліті-телебачення.
Натхненний серіалом «Гра в кальмара» та вірусним відео Дональдсона «$456 000 Гра в кальмара в реальному житті! (англ. $456,000 Squid Game in Real Life!)», перші два епізоди Beast Games були випущені на Amazon Prime Video 19 грудня 2024 року, а повний серіал складатиметься з десяти епізодів, які будуть випускатися щотижня у четвер. У той же день Джиммі Дональдсон також випустив відбір на своєму каналі YouTube під назвою «2000 людей борються за 5 000 000 доларів (англ. 2,000 People Fight for $5,000,000)», де він скорочує кількість учасників з 2000 до 1000 у серії випробувань.

## Епізоди
| № серії | Назва серії                                                                          | Режисер(и)                         | Сценарист(и)      | Оригінальна дата показу |
| --- | ------------------------------------------------------------------------------------ | ---------------------------------- | ----------------- | ----------------------- |
| 1 | «1000 людей борються за 5 000 000 доларів» (англ. 1,000 People Fight for $5,000,000) | Тайлер Конклін і Кейт Дуглас-Вокер | Джиммі Дональдсон | 19 грудня 2024          |
| Епізод починається з того, що MrBeast оголошує головний приз у розмірі 5 000 000 доларів і представляє 1000 учасників. Він починає з пропозиції 1 000 000 доларів, розділеної на кількість людей, які приймають цю пропозицію і покидають гру. В результаті люди отримують по 19 000 доларів. У першій грі MrBeast дає учасникам 10 хвилин, щоб вибрати одну людину, яка має вибути, щоб її ряд пройшов далі. Гра закінчується тим, що 3 ряди повністю вибувають. У другій грі MrBeast просить учасників складати блоки різної ширини на червоний квадрат протягом 10 хвилин. Якщо вони не складуть блоки вчасно або стовп впаде, вони вибувають. В результаті залишається 605 гравців. Останнім випробуванням стають хабарі. MrBeast пропонує учасникам все більші суми грошей, і якщо вони беруть їх, вони йдуть з грошима, а разом з ними і весь ряд, але якщо вони не беруть пропозицію, вони залишаються в грі. Призовий фонд досягає 1 000 000 доларів, і 493 гравці переходять до Beast City, представленої в Епізоді 2. |                                                                                      |                                    |                   |                         |
| 2 | «500 людей у пастці в моєму місті» (англ. 500 People Trapped In My City)             | Тайлер Конклін і Кейт Дуглас-Вокер | Джиммі Дональдсон | 19 грудня 2024          |
| 493 гравці поселяються в BeastCity і відпочивають 24 години. Потім гравці шикуються в чергу, щоб отримати 4 жетони з підказками на них, які відповідають 4 поверхам, на які вони можуть піти, щоб взяти участь у наступній грі, і MrBeast дозволяє їм обмінюватися жетонами. Перша гра відбувається на 4 поверсі, де обрані гравці розбиваються на 2 команди на 2 сторони вежі. Команда MrBeast скидає кульки зі стелі, яка має періодичні отвори. Кульки можуть падати з будь-якого з цих отворів, і якщо будь-які кульки вдаряться об підлогу, ця команда вибуває. Команда з лівого боку вибуває. Гравці, які мають жетон 2, підіймаються на другий поверх і розділяються на 2 команди. Мета їх завдання полягає в тому, щоб на одній стороні було якомога менше людей, щоб ця сторона пройшла далі, а що їх буде більше — вибувають всі гравці з цієї сторони. MrBeast дає телефон в обидві зони, щоб зробити гру цікавішою. В результаті перемогла команда праворуч. Гравці з жетоном 3 розділилися на 2 команди на третьому поверсі. У центрі додається гігантська червона чашка, і кожному гравцеві дається кулька для кидка. Кожен успішний кидок приносить команді очко. У середині гри MrBeast додає золоту чашку, і з кожним успішним кидком сюди кидач заробляє 250 000 доларів, але не набирає очок для команди. В результаті перемогла команда зліва, приз 250 000 доларів ніхто виграти не зміг. Гравці з жетоном один пішли на перший поверх, розділилися на 2 команди й взяли участь у простій вікторині. Гравці кожної команди розділилися на подальші команди й спускалися вниз, щоб битися з командами іншої команди за очки. Команда, яка набрала найбільше очок, пройшла далі. В результаті перемогла команда зліва. Решта гравців розділилися на 4 команди з капітанами команд. Цим капітанам давали все більші хабарі до 1 000 000 доларів, і якщо вони приймали їх, вони йшли з грошима, а вся команда вибувала. В результаті ніхто не прийняв хабарів, і всі інші гравці перейшли до Епізоду 3. |                                                                                      |                                    |                   |                         |
| 3 | «Самотній експеримент» (англ. The Solitary Experiment)                               | Тайлер Конклін і Кейт Дуглас-Вокер | Джиммі Дональдсон | 26 грудня 2024          |
| Учасників просять об'єднатися в 3 команди для бігу в мішках. Один гравець від команди змагається в перегонах, а переможна команда виграє спеціальний будинок, що дає їм імунітет для майбутнього випробування. У наступній грі командам даються свої хатини зі наручниками на стінах і телефоном, щоб доставити будь-що у свою кімнату. MrBeast оголошує, що всі команди мають 5 годин, щоб вибрати одну людину, яка буде скована наручниками до стіни, тим самим вибуваючи, що допомагає іншим членам команди пройти у наступну гру, і якщо ніхто не буде обраний до кінця 5 годин, то всі члени вибувають. Таймер починається, і учасники починають грати в ігри та просити безглузді речі телефоном. До кінця 5 годин 94 людини вибувають. Наступного дня MrBeast виставляє золоту подарункову коробку, і перша людина, яка її торкнеться, виграє те, що всередині. Переможець отримує квиток на острів MrBeast і ще 5, щоб роздати людям, заповнюючи 6 місць у вертольоті з усього 10 гвинтокрилів, що відправляють людей на острів MrBeast. MrBeast оголошує про те, що десь у місті ховається квиток, і люди біжать, щоб знайти його. |                                                                                      |                                    |                   |                         |
| 4 | «Золотий квиток» (англ. The Golden Ticket)                                           | Тайлер Конклін і Кейт Дуглас-Вокер | Джиммі Дональдсон | 2 січня 2025            |
| Цей епізод продовжується з Епізоду 3, і учасники шукають містом квиток. Один учасник знаходить квиток за столом для настільного тенісу, і MrBeast дає йому ще 5 квитків, щоб вибрати більше людей, які піднімуться на вертоліт. Він робить це, і залишається 7 вертольотів. У наступній грі MrBeast дає всім учасникам по 1 м'ячу, щоб тримати в руках. Їм закривають очі і дають 10 хвилин. 6 учасників, які випускають м'яч, найближче до того, як таймер досягне 0, проходять далі, а будь-хто, хто тримає м'яч після таймера, вибуває. Потім MrBeast дає решті гравців по 1 монеті. Мета гри — зібрати якомога більше монет в інших гравців, і той, хто збере найбільше монет, виграє квиток на острів і ще 5 квитків, щоб передати людям. У наступній грі MrBeast просить створити команди й дає кожному гравцеві передньої команди скляну кульку на постаменті. Їхня мета — довести м'яч до кінця лінії, не впустивши й не розбивши його, що могло призвести до вибування всієї команди. 3 команди проходять на острів. У наступній грі учасникам кажуть одягти пов'язки на очі й стати навколо посадкового майданчика, де приземлився вертоліт. Маючи 60 секунд на годиннику, гравці повинні вирішити, чи йти вперед у внутрішнє коло. Якщо туди входить більше однієї людини, то всі в цьому внутрішньому колі вибувають. Однак, якщо вперед виходить лише одна людина, вона отримує квиток на острів MrBeast і обирає п'ятьох людей, які летять з нею. Потім MrBeast дає людям шанс виграти 250 000 доларів, піднявшись на одну вежу або продовжуючи брати участь. Після цього 13 людей йдуть, ділячи гроші між собою. Гравці на іншій вежі кидають м'ячі в золотий шар, і той, хто кидає ближче, виграє квиток для себе і п'ять інших квитків, щоб роздати людям. MrBeast змушує всіх розділитися на групи по шість і стояти на платформах. MrBeast дає кожному монету. Мета полягає в тому, щоб одна людина на кожній платформі отримала монети від усіх інших, тобто на острів MrBeast може потрапити лише одна людина з кожної платформи. Всі, хто залишився, відправляються додому. На острові вибирають людей, які прагнуть боротися за нього. Бажання висловлюють 9 людей, інші пропускають це змагання. |                                                                                      |                                    |                   |                         |
| 5 | «Боріться за приватний острів» (англ. Fight to Win a Private Island)                 | Тайлер Конклін і Кейт Дуглас-Вокер | Джиммі Дональдсон | 9 січня 2025            |
| Епізод в основному продовжує сюжет, що стосується 9 гравців, які вирішили поїхати боротися за приватний острів. У першій грі гравці мали ховатися від морських котиків, які полювали на них. Перший спійманий гравець вибуває. У наступній грі були кокоси, які кожен гравець мав кидати по доріжці. Вони намагалися кидати якомога далі, але якщо їхній кокос перетнув червону лінію, то він падав зі схилу, і вони вибували. 2 гравці, які або першими кинули кокос за лінію, або кинули його найкоротше, вибули. Після цього з'явився човен з усіма гравцями, які вирішили залишитися на головному острові. Вони мали вирішити шляхом голосування, хто серед 6 людей на приватному острові вибуде. Однак, підрахувавши голоси, Джиммі запропонував гравцям на острові можливість покинути приватний острів і приєднатися до головного острова, якщо вони вважають, що отримають найбільше голосів. В результаті ніхто не скористався пропозицією. У наступній грі гравці обирали капітана. Потім капітан розміщував один "Х" і чотири "✓" в коробках з позначками від 1 до 5. Потім вони викликали гравців у вибраному порядку, які мали вибрати якусь коробку. Гравець, який вибрав коробку з X, вибував. Після цього чотирьох гравців, що залишилися, відвезли на піратський корабель зі справжніми гарматами. Джиммі знову дав гравцям іншу пропозицію: вийти з гри та вибути за 450 000 доларів золотом, чвертю вартості приватного острова. Пропозиція надавалася в порядку вибору коробок гравцями в останній грі. Перший гравець негайно прийняв пропозицію, позбавивши інших гравців можливості взяти її. У фінальній грі гравцям давали 3 дошки, на кожній з яких було зображено число: 1, 3 і 5. Гравці обирали дошку і просувалися на кількість просторів, показаних на цій дошці. Однак, якщо 2 або більше гравців обирали одну й ту ж дошку, вони не могли просуватися. В результаті переможець міг вибрати іншого фіналіста для змагання в грі, щоб визначити, хто виграє приватний острів. В кінці епізоду розпочинається змагання за острів між двома фіналістами. |                                                                                      |                                    |                   |                         |
| 6 | Буде оголошено                                                                       | Тайлер Конклін і Кейт Дуглас-Вокер | Джиммі Дональдсон | 16 січня 2025           |
| 7 | Буде оголошено                                                                       | Тайлер Конклін і Кейт Дуглас-Вокер | Джиммі Дональдсон | 23 січня 2025           |
| 8 | Буде оголошено                                                                       | Тайлер Конклін і Кейт Дуглас-Вокер | Джиммі Дональдсон | 30 січня 2025           |
| 9 | Буде оголошено                                                                       | Тайлер Конклін і Кейт Дуглас-Вокер | Джиммі Дональдсон | 6 лютого 2025           |
| 10 | Буде оголошено                                                                       | Тайлер Конклін і Кейт Дуглас-Вокер | Джиммі Дональдсон | 13 лютого 2025          |

## Виробництво

### Розробка
18 березня 2024 року Джиммі Дональдсон, також відомий як MrBeast, оголосив, що він уклав угоду на суму 100 мільйонів доларів із Amazon MGM Studios на створення реаліті-серіалу під назвою «Beast Games» для Prime Video. Серіал був створений Дональдсоном, Тайлером Конкліном, Шоном Клітцнером та Маком Гопкінсом. Заявки на участь у шоу приймалися з 5 травня 2024 року. Дональдсон виступає ведучим і виконавчим продюсером. Повідомляється, що бюджет Beast Games становить понад 100 мільйонів доларів.

### Знімання
Знімання розпочалися з першого раунду, який проходив 18–22 липня 2024 року на Елліджент-стедіум у Лас-Вегасі, у якому брали участь 2000 учасників. Цей раунд опубліковано на YouTube. Другий раунд, який був представлений у перших чотирьох епізодах телесеріалу, був знятий за участю решти 1000 учасників на Downsview Park Studios у Торонто, Онтаріо, Канада, у серпні того ж року.

### Критика та правові проблеми
Учасники скаржилися, що під час виробництва шоу їм відмовляли в їжі, воді, ліках та ліжках. Крім того, десятки людей повідомляли про різні травми під час перших знімань, а також про жорстоке поводження, сексуальні домагання та неоплату понаднормової роботи. 16 вересня 2024 року до Вищого суду Лос-Анджелеса було подано колективний позов.
Згідно зі звітом Rolling Stone за грудень 2024 року про умови роботи для Beast Games, опублікованого раніше того ж місяця, 11 вересня 2024 року частина зовнішньої вежі впала на члена знімальної групи. Пізніше того ж місяця Міністерство праці Онтаріо підтвердило, що почало розслідування промислового інциденту, який стався на знімальному майданчику 11 вересня 2024 року. У ньому зазначено, що двом із роботодавців, Blink 49 Studios і Manhattan Beach Studios, було видано «вимогу». Поліція Торонто також опублікувала заяву, в якій говорилося, що їх викликали на знімальний майданчик через інцидент, але вони не розслідували його, оскільки кримінального елемента не було.

## Акторський склад
Адаптовано з пресрелізу Amazon MGM Studios. Ведучими та продюсерами є:

### Ведучі
- Джиммі Дональдсон (ведучий)
- Чендлер Галлоу (співведучий)
- Нолан Гансен (співведучий)
- Карл Якобс (співведучий)
- Тарек Саламех (співведучий)
- Мак Гопкінс (співведучий)
- Коді Оуен (співведучий)
- Кейсі Оуен (ведучий)
- Кендалл Оуен (ведучий)

### Продюсери
- Метт Еппс
- Джо Коулман
- Тайлер Конклін
- Майкл Круз
- Джиммі Дональдсон
- Кіт Геллер
- Мак Гопкінс
- Кріс Кейпер
- Шон Клітцнер
- Джошуа Кулік
- Рейчел Скідмор
- Чарльз Вахтер

### Гості[19]
- Lil Yachty (в епізоді 5)

## Випуск
Кваліфікаційне відео «2000 людей борються за 5 000 000 доларів (англ. 2,000 People Fight for $5,000,000)» було випущено на YouTube 19 грудня 2024 року.
Beast Games дебютував на Amazon Prime Video 19 грудня 2024 року і складається з десяти епізодів, що виходять щотижня.

## Рецепція
На вебсайті агрегатора рецензій Rotten Tomatoes рейтинг схвалення серіалу становить 13 % на основі 8 відгуків критиків із середнім рейтингом 3,8/10.
Шоу було погано сприйнято після виходу перших двох епізодів. Кілька рецензентів розкритикували поведінку Дональдсона як гучну і поверхневу, а також недостатню увагу до учасників шоу. IGN, The Guardian і Vox розкритикували шоу за те, що воно чітко повторює сюжет серіалу Гра в кальмара, ігноруючи при цьому послання шоу. Кеті Нотопулос з Business Insider сподобалося шоу, але вона побоювалася, що це може передати дітям відсутність цінності грошей. Metacritic, який використовує середньозважену оцінку, присвоїв оцінку 38 зі 100 на основі 5 критиків, вказуючи на «загалом несприятливі» відгуки.